# Marcilly-sur-Maulne
 Marcilly-sur-Maulne  es una población y comuna francesa, en la región de  Centro, departamento de Indre y Loira, en el distrito de Tours y cantón de Château-la-Vallière.

## Demografía
| 397 | 315 | 275 | 245 | 241 | 237 |
| Para los censos de 1962 a 1999 la población legal corresponde a la población sin duplicidades (Fuente: INSEE [Consultar]) |     |     |     |     |     |